# Órikosz
Órikosz (ógörög Ὤρικος; latin Oricum; bizánci Ierikhó / Ιεριχώ; albán Orik/Oriku) az ókori Illíria városa volt Aulón közelében. Ma romváros Délnyugat-Albániában, a Vlorai-öböl déli partvidékén, egyúttal a Pashaliman-lagúna partján, a Karaburun-félszigetet képező hegyvonulat déli lábánál. A mai Orikum üdülővárosától 5 kilométerre nyugat–délnyugatra található. A romváros Albánia egyik jelentős haditengerészeti bázisának területén fekszik, de a beléptetőkapunál biztosított kísérővel látogatható.

## Története
A Karaburun déli lejtőjének sziklamenedékei már a középső és az újkőkorban is ideiglenesen lakottak voltak, amit egy 2004-es régészeti ásatás kovakőleletei tanúsítanak. A legrégebbi ismert ókori leletek arról tanúskodnak, hogy Órikosz elődjét az i. e. 7. században alapították, Apollóniosz Rhodiosz szerint euboiai görög gyarmatosítók. Az erődített kikötőváros története során gyakran vált hadszíntérré. Plinius krónikája alapján az első makedón háborúban, i. e. 214-ben V. Philipposz hódította meg Oricumot. A Iulius Caesar és Pompeius között kirobbant polgárháború idején, i. e. 48 januárjában Caesar foglalta el a várost, később pedig ugyanitt veszítette el flottájának jelentős részét egy Pompeius által vezetett ellentámadásban.  A Római Birodalom összeomlását követően előbb Ierikhó (Ιεριχώ) néven bizánci castrumként éledt újjá a város. A 10. században külön katonai kormányzót (sztratégoszt) rendelt a birodalom az addigra ismét fontos kikötővárossá fejlődött Ierikhó igazgatására, amely azonban a 12. századra ismét elveszítette jelentőségét. Az oszmán uralom alatt rövid ideig mint kisebb jelentőségű kikötő működött (Pasaliman, a. m. ’pasák kikötője’).
18. századi térképeken még jelölték az egykori Oricum városfalait, de a 19. században a területen járt régészek – Léon Heuzey, Carl Patsch és mások – már csak a védfalak egyes szakaszait és a kikötői rakodópartok nyomát találták meg a helyszínen. 1926-ban az olasz Luigi Ugolini végzett elsőként régészeti ásatásokat Oricumban. Az 1950-es évek albán–szovjet, az 1980-as évek albán, majd a 2000-es években újrainduló és napjainkig tartó albán, svájci stb. ásatások folyamatosan bővítik ugyan az ókori Oricumra vonatkozó topográfiai ismereteinket, de azok továbbra is részlegesek.

## Leírása
Az egykor a Vlorai-öblöt ellenőrző Oricum feltárt maradványai egy kisebb homokkőmagaslaton, mintegy 5 hektáros területen szóródnak szét. A helyszín legjelentősebb épülete az 1958–1960-ban a domb délkeleti lejtőjén napvilágra került kút (fontana), amelyet eredetileg 400 férőhelyes színházteremként (odeion) azonosítottak. A korabeli régészeti jelentések szerint a félkör alakú, négy kőüléssort magában foglaló nézőtér (theatron) egy 9,55 méteres átmérőjű színpadot (orkhésztra) határol. Egy 2013-as albán–svájci ásatás során az épület további részei kerültek elő, amelyek nyilvánvalóvá tették, hogy az antik színházépítészet elengedhetetlen elemei, mint például a háttérül is szolgáló jelmez- és díszletraktár (szkéné), valamint a színészbelépő (paródosz) hiányoznak, emellett a korábban színpadként azonosított térelem padlózatát középen egy közel két méter mély, feltehetően a vízvezetéknek helyet adó keskeny csatorna szeli át. Az így nyert további adatok elemzése alapján a régészcsoport az i. sz. 1. századra keltezett, a megszokottnál nagyobb méretű kútként (fontana monumentala) azonosította az épületet.
Ugyancsak feltárták az északi kapu maradványait, amelynek két építési korszakát határolták el: a hellenisztikus korszakban keletkezett, s Iulius Caesar által is említett kaput a későbbi évszázadokban kötőanyag nélküli ciklopfalazással magasították meg. A fontana mögött sziklába vágott széles lépcsősor vezet fel a domb tetejére, ahol a görög időkből származó fellegvár (akropolisz), valamint a feltételezések szerint egy templom állt. A lépcsősor két oldalán megtekinthetőek néhány, az i. e. 3. században keletkezett, sziklafalba vájt kéthelyiséges lakóház alapjai, téglával burkolt padlózata, kerámiaedények elhelyezésére szolgáló, katlanszerű mélyedései, illetve az esővizet összegyűjtő ciszternái. A lakóházak előterében egy i. e. 1. századi Dionüszosz-oltár maradványai láthatóak. Emellett részlegesen láthatóak az egykor a fellegvárat övező katonai út nyomai, néhány katonai barakk, a védművek egyes szakaszainak maradványai, valamint a lagúna partján feltártak egy hellenisztikus temetőt (nekropolisz) is.
A romváros építőanyagát javarészt a közeli Karaburum-hegységben kifejtett homokkő szolgáltatta, amely jó minőségének köszönhetően építőanyagként eljutott Aulónba, Apollóniába és Epidamnoszba is. Az órikoszi régészeti leletek java része – őskori kőeszközök, háromfejű Hekaté-bronzszobor, ókori felirattöredékek stb. – a Vlorai Történeti Múzeumban található és látogatható.

### Közeli látnivalók
Az ókori romváros közelében, délkeleti irányban található a kereszt alaprajzú, bizánci stílusú marmirói templom. A templom legkorábbi írott említése 1307-ből ismert, de művészettörténeti kutatások szerint építése a 12–13. századra keltezhető, és a feltételezések szerint egy kora keresztény bazilika helyére emelték. Építőköveinek egyike-másika a közeli, addigra jórészt elnéptelenedett ókori Oricumból származik.